# Црклица
Црклица је мало ненасељено острво у хрватском делу Јадранског мора.
Црклица се налази око 1,2 км јужно од насеља Прижбе на острву Корчули. Од западног острва Сридњак, га дели око 0,2 км широк и 7 метара дубок канал. Површина острва износи 0,099 км². Дужина обалске линије је 1,07 км.. 